# Pachysphinx occidentalis

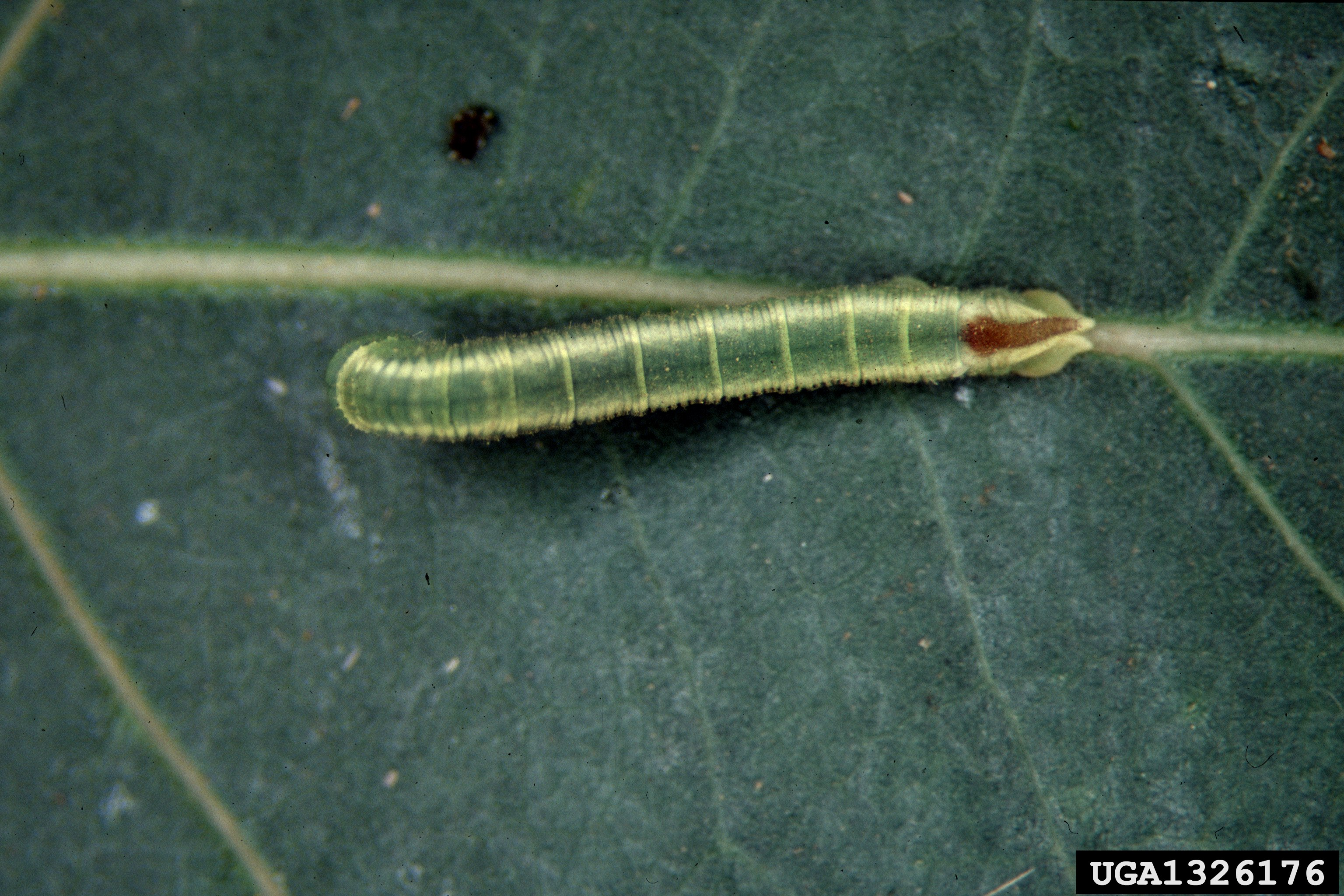
Junge Raupe

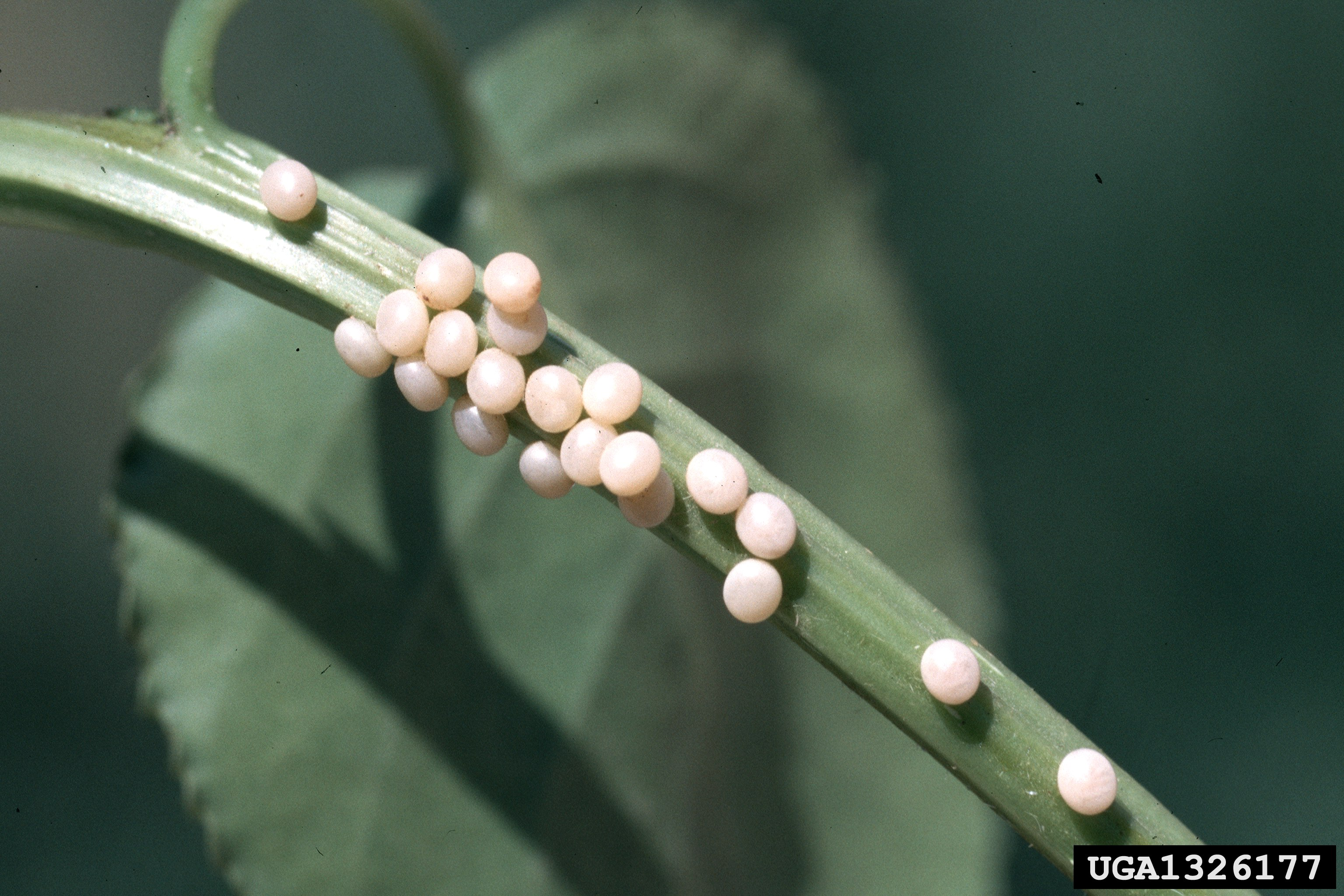
Eier

Pachysphinx occidentalis ist ein Schmetterling (Nachtfalter) aus der Familie der Schwärmer (Sphingidae). Die Art bildet im Gebiet der Rocky Mountains mit Pachysphinx modesta Mischformen oder natürliche Hybride, deren taxonomische Stellung aber noch nicht vollständig erforscht ist.

## Merkmale

### Falter
Die Falter haben eine Vorderflügellänge von 51 bis 71 Millimetern. Mit einer Flügelspannweite von mehr als 165 Millimetern bei Weibchen zählt die Art zu den größten Schwärmerarten Nordamerikas. Sie haben Ähnlichkeit mit der etwas kleineren Pachysphinx modesta. Beide Arten haben gewellte Außenränder an den Vorderflügeln, eine kontrastierende dunkle Färbung am Medialbereich der Vorderflügel und rötliche Hinterflügel mit einer auffälligen blauen Zeichnung im Analwinkel. Die Grundfarbe von Pachysphinx modesta ist mehr mausgrau, wohingegen Pachysphinx occidentalis viel heller gelblich braun gefärbt ist. Die blaue Zeichnung auf den Hinterflügeln ist bei Pachysphinx modesta teilweise durch ein schwarzes Dreieck überdeckt. Bei Pachysphinx occidentalis ist diese Zeichnung viel heller und durch zwei schwarze Linien geteilt. Die Musterung der Falter ist kaum variabel. Insbesondere die Falter aus Arizona, Nevada und Kalifornien sind weitgehend einheitlich gemustert. Es gibt allerdings zwei Farbformen, die auch am gleichen Ort gemeinsam auftreten. Die typische gelblich braune Form wird von einer dunkleren Form mit einem hohen Anteil grauer Beschuppung begleitet.

### Raupe
Die Raupen von Pachysphinx occidentalis können von denen von Pachysphinx modesta durch zwei recht einheitliche Merkmale unterschieden werden. Im letzten Stadium fehlen den Raupen von Pachysphinx occidentalis die kleinen, weißen Setae am Körper, die bei der ähnlichen Art vorhanden sind. Außerdem ist das Analhorn von Pachysphinx occidentalis mindestens doppelt so lang, wie bei Pachysphinx modesta.

### Puppe
Die Puppe ist kastanienbraun bis nahezu schwarz und verhältnismäßig groß. Sie hat eine granulierte Oberfläche und einen mit dem Körper verwachsenen Saugrüssel. Der Kremaster ist kürzer als bei Pachysphinx modesta, trägt aber ebenso eine einzelne, breite, abgestumpfte Spitze.

### Ei
Die Eier sind gräulich grün mit einem anfangs deutlichen rosa Farbstich. Sie sind verhältnismäßig groß, rund und etwas abgeflacht.

## Vorkommen
Die Art ist vom Westen Texas entlang der mexikanischen Grenze bis in den Süden Kaliforniens und nördlich entlang der Pazifikküste bis zumindest in den Osten von Washington verbreitet. In den Rocky Mountains treten neben klar Pachysphinx occidentalis zuordenbaren Individuen auch Mischformen mit Pachysphinx modesta auf. Die genaue Abgrenzung des Verbreitungsgebietes in der Überschneidungszone nach Osten und Norden ist schwierig. Im Norden scheint Pachysphinx occidentalis offenbar noch zumindest im Südosten von Alberta und Südwesten von Saskatchewan in Kanada vorzukommen und östlich scheint es keine gesicherten Nachweise östlich des Mississippi Rivers zu geben.
Die Tiere sind wie auch Pachysphinx modesta stark an Weidengewächse gebunden. Im trockeneren Südwesten und Westen sind sie deswegen auf die Ufer von Gewässern in niedrigeren Lagen oder in höheren Lagen auf Wiesen beschränkt.

## Lebensweise
Über die Lebensweise der Tiere ist nur wenig bekannt. Ob die Imagines Nektar aufnehmen können, ist unbekannt, vermutlich sind ihre Mundwerkzeuge verkümmert. Die Falter fliegen im Großteil ihres Verbreitungsgebietes vermutlich in einer Generation pro Jahr, sie könnte aber in Arizona auch in einer zweiten Generation auftreten. Dort fliegt die Art vor allem in der Regenzeit im Juli und August, es gibt aber auch einige wenige Nachweise aus dem April und Mai.

### Nahrung der Raupen
Die Raupen sind im Süden Arizonas an Populus fremontii nachgewiesen. Weitere Nachweise stammen von Weiden (Salix), etwa von Salix bonplaudiana.

## Entwicklung
Die Weibchen legen ihre Eier in kleinen Gruppen von drei bis zehn Stück an beiden Seiten der Blätter der Raupennahrungspflanzen ab. Sehr viele davon, bis zu 90 %, fallen Parasitoiden zum Opfer. Nach etwa einer Woche schlüpfen die Raupen, die häufig zunächst die Eischale fressen. Bereits kurz nach dem Schlupf verteilen sich die Raupen und leben als Einzelgänger. Die Verpuppung erfolgt in einer ziemlich tief im Erdboden angelegten Kammer.

## Belege